# Дё-Монтань (озеро)
Дё-Монтань (фр. Lac des Deux Montagnes — озеро двух гор) — обширный затон площадью около 150 км² в низовьях реки Оттавы, образованный в результате подпруживания последней архипелагом Ошлага, самая высокая точка которого (гора Мон-Руаяль высотой 250 м) расположена на острове Монреаль.

## География
Самюель де Шамплен в честь королевы Марии Медичи окрестил озеро Лак-Медиси (фр. Lac Médicis) в 1612 году. После 1632 года его некоторое время называли Суассонским озером (фр. Lac de Soissons) по имени графа Суассона, а современное название утвердилось в 1684 году.
Кроме реки Оттава, из вод озера вытекают две крупных протоки, устремляющихся к реке Святого Лаврентия — Ривьер-де-Прери и Ривьер-де-Миль-Иль. Средние глубины в озере около 3 м (местами всего 1-2 м) Судоходно с середины мая по середину октября. Уровень воды зарегулирован шлюзами. Из-за застоя воды в озере часто фиксируются стрептококки, поэтому оно небезопасно для купания.